# Tour dels Alps 2018
El Tour dels Alps 2018 va ser la 42a edició del Tour dels Alps. La cursa es disputà entre el 16 i el 20 d'abril de 2018, amb un recorregut de 	716,9 km, repartits entre cinc etapes per carreteres d'Àustria i Itàlia. La cursa forma part de l'UCI Europa Tour 2018 amb una categoria 2.HC.
El vencedor final fou el francès Thibaut Pinot (Groupama-FDJ), amb 15" sobre Domenico Pozzovivo (Bahrain-Merida) i Miguel Ángel López (Astana Qazaqstan Team).

## Equips
20 equips van prendre la sortida en aquesta edició:
| WorldTeams (9)- AG2R La Mondiale - Astana - Bahrain-Merida - Bora-Hansgrohe - Dimension Data - Groupama-FDJ - Lotto NL-Jumbo - Sky - UAE Team Emirates Equips continentals professionals (8)- Androni Giocattoli-Sidermec - Bardiani CSF - CCC Sprandi Polkowice - Euskadi Basque Country-Murias - Gazprom-RusVelo - Israel Cycling Academy - Nippo-Vini Fantini-Europa Ovini - Wilier Triestina-Selle Italia Equips continentals (2)- Felbermayr Simplon Wels - Tirol Cycling Team Equip nacional- Itàlia |
| |

## Etapes
| Etapa    | Data      | Ciutats d'etapa        | type                    | Distància (km) | Vencedor de l'etapa           | Líder de la general           |
| -------- | --------- | ---------------------- | ----------------------- | -------------- | ----------------------------- | ----------------------------- |
| 1a etapa | 16 de abr | Arco – Folgaria        | etapa de mitja muntanya | 134,6          | Peio Bilbao López de Armentia | Peio Bilbao López de Armentia |
| 2a etapa | 17 de abr | Lavarone – Pampeago    | etapa de muntanya       | 145,5          | Miguel Ángel López Moreno     | Iván Ramiro Sosa Cuervo       |
| 3a etapa | 18 de abr | Auer – Meran           | etapa de mitja muntanya | 138,3          | Ben O'Connor                  | Thibaut Pinot                 |
| 4a etapa | 19 de abr | Klausen – Lienz        | etapa de mitja muntanya | 134,3          | Luis León Sánchez Gil         | Thibaut Pinot                 |
| 5a etapa | 20 de abr | Rattenberg – Innsbruck | etapa de mitja muntanya | 164,2          | Mark Padun                    | Thibaut Pinot                 |

### Etapa 1
| \| Classificació de l'etapa \| Classificació de l'etapa \| Classificació de l'etapa \| Classificació de l'etapa \| Classificació de l'etapa \| \| Corredor \| Corredor \| Equip \| Temps \| \| \| ------------------------ \| ----------------------------- \| --------------------------- \| ------------------------ \| ------------------------ \| \| 1r \| Peio Bilbao López de Armentia \| Astana \| 3h 26' 41" \| \| \| 2n \| Luis León Sánchez Gil \| Astana \| + 6" \| \| \| 3r \| Iván Ramiro Sosa Cuervo \| Androni Giocattoli-Sidermec \| + 6" \| \| \| 4t \| Thibaut Pinot \| Groupama-FDJ \| + 10" \| \| \| 5è \| Christopher Froome \| Team Sky \| + 10" \| \| \| 6è \| Domenico Pozzovivo \| Bahrain-Merida \| + 10" \| \| \| 7è \| George Bennett \| LottoNL-Jumbo \| + 10" \| \| \| 8è \| Giulio Ciccone \| Bardiani CSF \| + 10" \| \| \| 9è \| Ben Hermans \| Israel Cycling Academy \| + 10" \| \| \| 10è \| Fabio Aru \| UAE Team Emirates \| + 14" \| \| |                               |                             |            |
| |                               |                             |            |
| Font: ProCyclingStats |                               |                             |            |
| Classificació de l'etapa |                               |                             |            |
| Corredor | Corredor                      | Equip                       | Temps      |
| 1r | Peio Bilbao López de Armentia | Astana                      | 3h 26' 41" |
| 2n | Luis León Sánchez Gil         | Astana                      | + 6"       |
| 3r | Iván Ramiro Sosa Cuervo       | Androni Giocattoli-Sidermec | + 6"       |
| 4t | Thibaut Pinot                 | Groupama-FDJ                | + 10"      |
| 5è | Christopher Froome            | Team Sky                    | + 10"      |
| 6è | Domenico Pozzovivo            | Bahrain-Merida              | + 10"      |
| 7è | George Bennett                | LottoNL-Jumbo               | + 10"      |
| 8è | Giulio Ciccone                | Bardiani CSF                | + 10"      |
| 9è | Ben Hermans                   | Israel Cycling Academy      | + 10"      |
| 10è | Fabio Aru                     | UAE Team Emirates           | + 14"      |

| \| Classificació general \| Classificació general \| Classificació general \| Classificació general \| Classificació general \| \| Corredor \| Corredor \| Equip \| Temps \| \| \| --------------------- \| ----------------------------- \| --------------------------- \| --------------------- \| --------------------- \| \| 1r \| Peio Bilbao López de Armentia \| Astana \| 3h 26' 31" \| \| \| 2n \| Luis León Sánchez Gil \| Astana \| + 10" \| \| \| 3r \| Iván Ramiro Sosa Cuervo \| Androni Giocattoli-Sidermec \| + 12" \| \| \| 4t \| Thibaut Pinot \| Groupama-FDJ \| + 20" \| \| \| 5è \| Christopher Froome \| Team Sky \| + 20" \| \| \| 6è \| Domenico Pozzovivo \| Bahrain-Merida \| + 20" \| \| \| 7è \| George Bennett \| LottoNL-Jumbo \| + 20" \| \| \| 8è \| Giulio Ciccone \| Bardiani CSF \| + 20" \| \| \| 9è \| Ben Hermans \| Israel Cycling Academy \| + 20" \| \| \| 10è \| Fabio Aru \| UAE Team Emirates \| + 24" \| \| |                               |                             |            |
| |                               |                             |            |
| Font: ProCyclingStats |                               |                             |            |
| Classificació general |                               |                             |            |
| Corredor | Corredor                      | Equip                       | Temps      |
| 1r | Peio Bilbao López de Armentia | Astana                      | 3h 26' 31" |
| 2n | Luis León Sánchez Gil         | Astana                      | + 10"      |
| 3r | Iván Ramiro Sosa Cuervo       | Androni Giocattoli-Sidermec | + 12"      |
| 4t | Thibaut Pinot                 | Groupama-FDJ                | + 20"      |
| 5è | Christopher Froome            | Team Sky                    | + 20"      |
| 6è | Domenico Pozzovivo            | Bahrain-Merida              | + 20"      |
| 7è | George Bennett                | LottoNL-Jumbo               | + 20"      |
| 8è | Giulio Ciccone                | Bardiani CSF                | + 20"      |
| 9è | Ben Hermans                   | Israel Cycling Academy      | + 20"      |
| 10è | Fabio Aru                     | UAE Team Emirates           | + 24"      |

### Etapa 2
| \| Classificació de l'etapa \| Classificació de l'etapa \| Classificació de l'etapa \| Classificació de l'etapa \| Classificació de l'etapa \| \| Corredor \| Corredor \| Equip \| Temps \| \| \| ------------------------ \| ------------------------- \| --------------------------- \| ------------------------ \| ------------------------ \| \| 1r \| Miguel Ángel López Moreno \| Astana \| 3h 55' 30" \| \| \| 2n \| Thibaut Pinot \| Groupama-FDJ \| + 0" \| \| \| 3r \| Iván Ramiro Sosa Cuervo \| Androni Giocattoli-Sidermec \| + 0" \| \| \| 4t \| Christopher Froome \| Team Sky \| + 4" \| \| \| 5è \| Domenico Pozzovivo \| Bahrain-Merida \| + 7" \| \| \| 6è \| Giulio Ciccone \| Bardiani CSF \| + 14" \| \| \| 7è \| Jan Hirt \| Astana \| + 20" \| \| \| 8è \| Ben O'Connor \| Dimension Data \| + 27" \| \| \| 9è \| Ben Hermans \| Israel Cycling Academy \| + 31" \| \| \| 10è \| Fabio Aru \| UAE Team Emirates \| + 34" \| \| |                           |                             |            |
| |                           |                             |            |
| Font: ProCyclingStats |                           |                             |            |
| Classificació de l'etapa |                           |                             |            |
| Corredor | Corredor                  | Equip                       | Temps      |
| 1r | Miguel Ángel López Moreno | Astana                      | 3h 55' 30" |
| 2n | Thibaut Pinot             | Groupama-FDJ                | + 0"       |
| 3r | Iván Ramiro Sosa Cuervo   | Androni Giocattoli-Sidermec | + 0"       |
| 4t | Christopher Froome        | Team Sky                    | + 4"       |
| 5è | Domenico Pozzovivo        | Bahrain-Merida              | + 7"       |
| 6è | Giulio Ciccone            | Bardiani CSF                | + 14"      |
| 7è | Jan Hirt                  | Astana                      | + 20"      |
| 8è | Ben O'Connor              | Dimension Data              | + 27"      |
| 9è | Ben Hermans               | Israel Cycling Academy      | + 31"      |
| 10è | Fabio Aru                 | UAE Team Emirates           | + 34"      |

| \| Classificació general \| Classificació general \| Classificació general \| Classificació general \| Classificació general \| \| Corredor \| Corredor \| Equip \| Temps \| \| \| --------------------- \| ----------------------------- \| --------------------------- \| --------------------- \| --------------------- \| \| 1r \| Iván Ramiro Sosa Cuervo \| Androni Giocattoli-Sidermec \| 7h 22' 09" \| \| \| 2n \| Thibaut Pinot \| Groupama-FDJ \| + 6" \| \| \| 3r \| Miguel Ángel López Moreno \| Astana \| + 6" \| \| \| 4t \| Christopher Froome \| Team Sky \| + 16" \| \| \| 5è \| Domenico Pozzovivo \| Bahrain-Merida \| + 19" \| \| \| 6è \| Giulio Ciccone \| Bardiani CSF \| + 26" \| \| \| 7è \| Jan Hirt \| Astana \| + 36" \| \| \| 8è \| Ben Hermans \| Israel Cycling Academy \| + 43" \| \| \| 9è \| Fabio Aru \| UAE Team Emirates \| + 50" \| \| \| 10è \| Peio Bilbao López de Armentia \| Astana \| + 1' 17" \| \| |                               |                             |            |
| |                               |                             |            |
| Font: ProCyclingStats |                               |                             |            |
| Classificació general |                               |                             |            |
| Corredor | Corredor                      | Equip                       | Temps      |
| 1r | Iván Ramiro Sosa Cuervo       | Androni Giocattoli-Sidermec | 7h 22' 09" |
| 2n | Thibaut Pinot                 | Groupama-FDJ                | + 6"       |
| 3r | Miguel Ángel López Moreno     | Astana                      | + 6"       |
| 4t | Christopher Froome            | Team Sky                    | + 16"      |
| 5è | Domenico Pozzovivo            | Bahrain-Merida              | + 19"      |
| 6è | Giulio Ciccone                | Bardiani CSF                | + 26"      |
| 7è | Jan Hirt                      | Astana                      | + 36"      |
| 8è | Ben Hermans                   | Israel Cycling Academy      | + 43"      |
| 9è | Fabio Aru                     | UAE Team Emirates           | + 50"      |
| 10è | Peio Bilbao López de Armentia | Astana                      | + 1' 17"   |

### Etapa 3
| \| Classificació de l'etapa \| Classificació de l'etapa \| Classificació de l'etapa \| Classificació de l'etapa \| Classificació de l'etapa \| \| Corredor \| Corredor \| Equip \| Temps \| \| \| ------------------------ \| ------------------------ \| ------------------------ \| ------------------------ \| ------------------------ \| \| 1r \| Ben O'Connor \| Dimension Data \| 3h 30' 05" \| \| \| 2n \| Thibaut Pinot \| Groupama-FDJ \| + 5" \| \| \| 3r \| Domenico Pozzovivo \| Bahrain-Merida \| + 5" \| \| \| 4t \| George Bennett \| LottoNL-Jumbo \| + 5" \| \| \| 5è \| Luis León Sánchez Gil \| Astana \| + 5" \| \| \| 6è \| Christopher Froome \| Team Sky \| + 5" \| \| \| 7è \| Fabio Aru \| UAE Team Emirates \| + 5" \| \| \| 8è \| Manuel Senni \| Bardiani CSF \| + 5" \| \| \| 9è \| Alexandre Geniez \| AG2R La Mondiale \| + 5" \| \| \| 10è \| Michal Schlegel \| CCC Sprandi Polkowice \| + 5" \| \| |                       |                       |            |
| |                       |                       |            |
| Font: ProCyclingStats |                       |                       |            |
| Classificació de l'etapa |                       |                       |            |
| Corredor | Corredor              | Equip                 | Temps      |
| 1r | Ben O'Connor          | Dimension Data        | 3h 30' 05" |
| 2n | Thibaut Pinot         | Groupama-FDJ          | + 5"       |
| 3r | Domenico Pozzovivo    | Bahrain-Merida        | + 5"       |
| 4t | George Bennett        | LottoNL-Jumbo         | + 5"       |
| 5è | Luis León Sánchez Gil | Astana                | + 5"       |
| 6è | Christopher Froome    | Team Sky              | + 5"       |
| 7è | Fabio Aru             | UAE Team Emirates     | + 5"       |
| 8è | Manuel Senni          | Bardiani CSF          | + 5"       |
| 9è | Alexandre Geniez      | AG2R La Mondiale      | + 5"       |
| 10è | Michal Schlegel       | CCC Sprandi Polkowice | + 5"       |

| \| Classificació general \| Classificació general \| Classificació general \| Classificació general \| Classificació general \| \| Corredor \| Corredor \| Equip \| Temps \| \| \| --------------------- \| ------------------------- \| --------------------- \| --------------------- \| --------------------- \| \| 1r \| Thibaut Pinot \| Groupama-FDJ \| 10h 52' 19" \| \| \| 2n \| Domenico Pozzovivo \| Bahrain-Merida \| + 15" \| \| \| 3r \| Miguel Ángel López Moreno \| Astana \| + 15" \| \| \| 4t \| Christopher Froome \| Team Sky \| + 16" \| \| \| 5è \| Fabio Aru \| UAE Team Emirates \| + 50" \| \| \| 6è \| George Bennett \| LottoNL-Jumbo \| + 1' 21" \| \| \| 7è \| Luis León Sánchez Gil \| Astana \| + 1' 27" \| \| \| 8è \| Ben O'Connor \| Dimension Data \| + 1' 36" \| \| \| 9è \| Giulio Ciccone \| Bardiani CSF \| + 1' 45" \| \| \| 10è \| Jan Hirt \| Astana \| + 1' 55" \| \| |                           |                   |             |
| |                           |                   |             |
| Font: ProCyclingStats |                           |                   |             |
| Classificació general |                           |                   |             |
| Corredor | Corredor                  | Equip             | Temps       |
| 1r | Thibaut Pinot             | Groupama-FDJ      | 10h 52' 19" |
| 2n | Domenico Pozzovivo        | Bahrain-Merida    | + 15"       |
| 3r | Miguel Ángel López Moreno | Astana            | + 15"       |
| 4t | Christopher Froome        | Team Sky          | + 16"       |
| 5è | Fabio Aru                 | UAE Team Emirates | + 50"       |
| 6è | George Bennett            | LottoNL-Jumbo     | + 1' 21"    |
| 7è | Luis León Sánchez Gil     | Astana            | + 1' 27"    |
| 8è | Ben O'Connor              | Dimension Data    | + 1' 36"    |
| 9è | Giulio Ciccone            | Bardiani CSF      | + 1' 45"    |
| 10è | Jan Hirt                  | Astana            | + 1' 55"    |

### Etapa 4
| \| Classificació de l'etapa \| Classificació de l'etapa \| Classificació de l'etapa \| Classificació de l'etapa \| Classificació de l'etapa \| \| Corredor \| Corredor \| Equip \| Temps \| \| \| ------------------------ \| ----------------------------- \| ------------------------ \| ------------------------ \| ------------------------ \| \| 1r \| Luis León Sánchez Gil \| Astana \| 3h 19' 59" \| \| \| 2n \| George Bennett \| LottoNL-Jumbo \| + 6" \| \| \| 3r \| Koen Bouwman \| LottoNL-Jumbo \| + 11" \| \| \| 4t \| Thibaut Pinot \| Groupama-FDJ \| + 11" \| \| \| 5è \| Fabio Aru \| UAE Team Emirates \| + 11" \| \| \| 6è \| Domenico Pozzovivo \| Bahrain-Merida \| + 11" \| \| \| 7è \| Nicola Conci \| Itàlia \| + 11" \| \| \| 8è \| Miguel Ángel López Moreno \| Astana \| + 11" \| \| \| 9è \| Peio Bilbao López de Armentia \| Astana \| + 11" \| \| \| 10è \| Christopher Froome \| Team Sky \| + 11" \| \| |                               |                   |            |
| |                               |                   |            |
| Font: ProCyclingStats |                               |                   |            |
| Classificació de l'etapa |                               |                   |            |
| Corredor | Corredor                      | Equip             | Temps      |
| 1r | Luis León Sánchez Gil         | Astana            | 3h 19' 59" |
| 2n | George Bennett                | LottoNL-Jumbo     | + 6"       |
| 3r | Koen Bouwman                  | LottoNL-Jumbo     | + 11"      |
| 4t | Thibaut Pinot                 | Groupama-FDJ      | + 11"      |
| 5è | Fabio Aru                     | UAE Team Emirates | + 11"      |
| 6è | Domenico Pozzovivo            | Bahrain-Merida    | + 11"      |
| 7è | Nicola Conci                  | Itàlia            | + 11"      |
| 8è | Miguel Ángel López Moreno     | Astana            | + 11"      |
| 9è | Peio Bilbao López de Armentia | Astana            | + 11"      |
| 10è | Christopher Froome            | Team Sky          | + 11"      |

| \| Classificació general \| Classificació general \| Classificació general \| Classificació general \| Classificació general \| \| Corredor \| Corredor \| Equip \| Temps \| \| \| --------------------- \| ------------------------- \| --------------------- \| --------------------- \| --------------------- \| \| 1r \| Thibaut Pinot \| Groupama-FDJ \| 14h 12' 29" \| \| \| 2n \| Domenico Pozzovivo \| Bahrain-Merida \| + 15" \| \| \| 3r \| Miguel Ángel López Moreno \| Astana \| + 15" \| \| \| 4t \| Christopher Froome \| Team Sky \| + 16" \| \| \| 5è \| Fabio Aru \| UAE Team Emirates \| + 50" \| \| \| 6è \| Luis León Sánchez Gil \| Astana \| + 1' 06" \| \| \| 7è \| George Bennett \| LottoNL-Jumbo \| + 1' 10" \| \| \| 8è \| Ben O'Connor \| Dimension Data \| + 1' 36" \| \| \| 9è \| Giulio Ciccone \| Bardiani CSF \| + 1' 45" \| \| \| 10è \| Jan Hirt \| Astana \| + 1' 55" \| \| |                           |                   |             |
| |                           |                   |             |
| Font: ProCyclingStats |                           |                   |             |
| Classificació general |                           |                   |             |
| Corredor | Corredor                  | Equip             | Temps       |
| 1r | Thibaut Pinot             | Groupama-FDJ      | 14h 12' 29" |
| 2n | Domenico Pozzovivo        | Bahrain-Merida    | + 15"       |
| 3r | Miguel Ángel López Moreno | Astana            | + 15"       |
| 4t | Christopher Froome        | Team Sky          | + 16"       |
| 5è | Fabio Aru                 | UAE Team Emirates | + 50"       |
| 6è | Luis León Sánchez Gil     | Astana            | + 1' 06"    |
| 7è | George Bennett            | LottoNL-Jumbo     | + 1' 10"    |
| 8è | Ben O'Connor              | Dimension Data    | + 1' 36"    |
| 9è | Giulio Ciccone            | Bardiani CSF      | + 1' 45"    |
| 10è | Jan Hirt                  | Astana            | + 1' 55"    |

### Etapa 5
| \| Classificació de l'etapa \| Classificació de l'etapa \| Classificació de l'etapa \| Classificació de l'etapa \| Classificació de l'etapa \| \| Corredor \| Corredor \| Equip \| Temps \| \| \| ------------------------ \| ------------------------- \| ------------------------ \| ------------------------ \| ------------------------ \| \| 1r \| Mark Padun \| Bahrain-Merida \| 4h 16' 10" \| \| \| 2n \| George Bennett \| LottoNL-Jumbo \| + 5" \| \| \| 3r \| Jan Hirt \| Astana \| + 6" \| \| \| 4t \| Giulio Ciccone \| Bardiani CSF \| + 6" \| \| \| 5è \| Ben O'Connor \| Dimension Data \| + 6" \| \| \| 6è \| Thibaut Pinot \| Groupama-FDJ \| + 9" \| \| \| 7è \| Miguel Ángel López Moreno \| Astana \| + 9" \| \| \| 8è \| Christopher Froome \| Team Sky \| + 9" \| \| \| 9è \| Domenico Pozzovivo \| Bahrain-Merida \| + 9" \| \| \| 10è \| Kenny Elissonde \| Team Sky \| + 11" \| \| |                           |                |            |
| |                           |                |            |
| Font: ProCyclingStats |                           |                |            |
| Classificació de l'etapa |                           |                |            |
| Corredor | Corredor                  | Equip          | Temps      |
| 1r | Mark Padun                | Bahrain-Merida | 4h 16' 10" |
| 2n | George Bennett            | LottoNL-Jumbo  | + 5"       |
| 3r | Jan Hirt                  | Astana         | + 6"       |
| 4t | Giulio Ciccone            | Bardiani CSF   | + 6"       |
| 5è | Ben O'Connor              | Dimension Data | + 6"       |
| 6è | Thibaut Pinot             | Groupama-FDJ   | + 9"       |
| 7è | Miguel Ángel López Moreno | Astana         | + 9"       |
| 8è | Christopher Froome        | Team Sky       | + 9"       |
| 9è | Domenico Pozzovivo        | Bahrain-Merida | + 9"       |
| 10è | Kenny Elissonde           | Team Sky       | + 11"      |

## Classificació final
| \| Classificació general \| Classificació general \| Classificació general \| Classificació general \| Classificació general \| \| Corredor \| Corredor \| Equip \| Temps \| \| \| --------------------- \| ------------------------- \| --------------------- \| --------------------- \| --------------------- \| \| 1r \| Thibaut Pinot \| Groupama-FDJ \| 18h 28' 48" \| \| \| 2n \| Domenico Pozzovivo \| Bahrain-Merida \| + 15" \| \| \| 3r \| Miguel Ángel López Moreno \| Astana \| + 15" \| \| \| 4t \| Christopher Froome \| Team Sky \| + 16" \| \| \| 5è \| George Bennett \| LottoNL-Jumbo \| + 1' 00" \| \| \| 6è \| Fabio Aru \| UAE Team Emirates \| + 1' 19" \| \| \| 7è \| Ben O'Connor \| Dimension Data \| + 1' 33" \| \| \| 8è \| Luis León Sánchez Gil \| Astana \| + 1' 35" \| \| \| 9è \| Giulio Ciccone \| Bardiani CSF \| + 1' 42" \| \| \| 10è \| Jan Hirt \| Astana \| + 1' 48" \| \| |                           |                   |             |
| |                           |                   |             |
| Font: ProCyclingStats |                           |                   |             |
| Classificació general |                           |                   |             |
| Corredor | Corredor                  | Equip             | Temps       |
| 1r | Thibaut Pinot             | Groupama-FDJ      | 18h 28' 48" |
| 2n | Domenico Pozzovivo        | Bahrain-Merida    | + 15"       |
| 3r | Miguel Ángel López Moreno | Astana            | + 15"       |
| 4t | Christopher Froome        | Team Sky          | + 16"       |
| 5è | George Bennett            | LottoNL-Jumbo     | + 1' 00"    |
| 6è | Fabio Aru                 | UAE Team Emirates | + 1' 19"    |
| 7è | Ben O'Connor              | Dimension Data    | + 1' 33"    |
| 8è | Luis León Sánchez Gil     | Astana            | + 1' 35"    |
| 9è | Giulio Ciccone            | Bardiani CSF      | + 1' 42"    |
| 10è | Jan Hirt                  | Astana            | + 1' 48"    |

## Evolució de les classificacions
| Etapa | Vencedor           | Classificació general | Classificació de la muntanya | Classificació dels joves | Classificació dels esprints | Classificació per equips |
| ----- | ------------------ | --------------------- | ---------------------------- | ------------------------ | --------------------------- | ------------------------ |
| 1     | Pello Bilbao       | Pello Bilbao          | Giulio Ciccone               | Iván Sosa                | Pascal Eenkhoorn            | Astana Qazaqstan Team    |
| 2     | Miguel Ángel López | Iván Sosa             | Stephan Rabitsch             | Iván Sosa                | Marco Frapporti             | Astana Qazaqstan Team    |
| 3     | Ben O'Connor       | Thibaut Pinot         | Thibaut Pinot                | Ben O'Connor             | Manuel Senni                | Astana Qazaqstan Team    |
| 4     | Luis León Sánchez  | Thibaut Pinot         | Domenico Pozzovivo           | Ben O'Connor             | Ben Hermans                 | Astana Qazaqstan Team    |
| 5     | Mark Padun         | Thibaut Pinot         | Óscar Rodríguez              | Ben O'Connor             | Pascal Eenkhoorn            | Astana Qazaqstan Team    |
| Final | Final              | Thibaut Pinot         | Óscar Rodríguez              | Ben O'Connor             | Pascal Eenkhoorn            | Astana Qazaqstan Team    |